# Gagea caelestis
Gagea caelestis är en liljeväxtart som beskrevs av Igor Germanovich Levichev. Gagea caelestis ingår i Vårlökssläktet och i familjen liljeväxter. Inga underarter finns listade.